# Еникапы

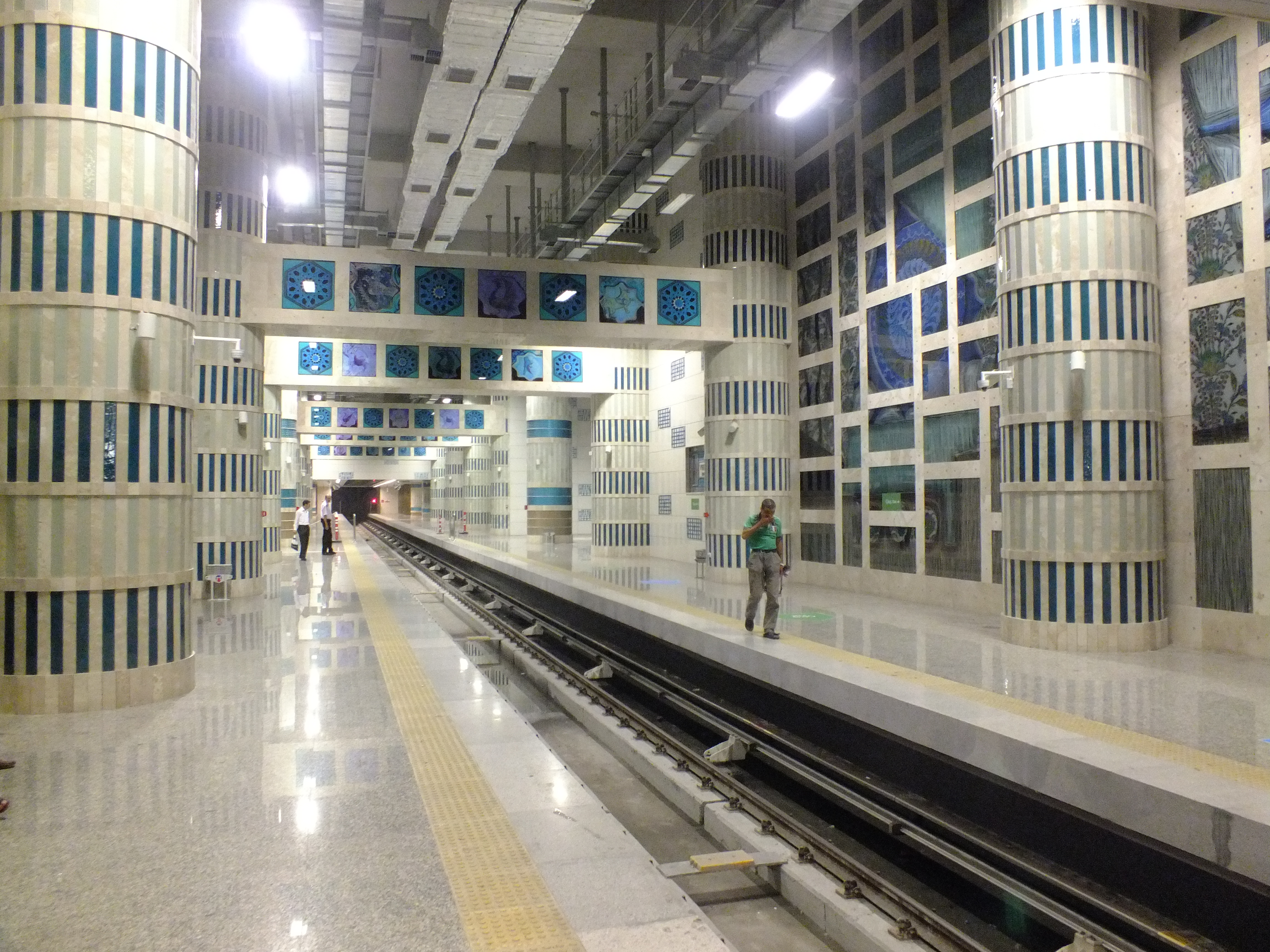
Центральный путь платформы М2 станции Еникапы

Еникапы (тур. Yenikapı) — порт и квартал в Стамбуле (Турция), в районе Фатих, расположенном на европейском берегу пролива Босфор. Он занимает южный берег главного исторического полуострова города.
В Еникапы продолжаются раскопки византийского порта, впервые обнаруженного в 2004 году. Археологические исследования в Еникапы стали одними из крупнейших в Европе из-за обширной площади объекта и большого количества затонувших судов, найденных с момента открытия порта, а также огромного числа связанных с ними артефактов. Торговая гавань, известная как Феодосия, функционировала в период с V по X век и служила альтернативой традиционным причалам Константинополя, расположенным вдоль залива Золотой Рог.
Большая часть Еникапы это намывные территории Мраморного моря. Пустыри на намыве используется для проведения многолюдных мероприятий, в том числе политических митингов в поддержку Эрдогана, а также для таких мероприятий, как Этноспортивный культурный фестиваль.

## Транспортный узел
Пересадочный центр Еникапы в будущем должен обзавестись крупным подземным терминалом, строительство которого было отложено из-за масштабных раскопок, необходимых для проекта. Новый терминал Еникапы служит развязкой между линиями 1 и 2 Стамбульского метрополитена, а также новой железнодорожной веткой Мармарай, соединяющей анатолийскую и европейскую части города через туннель под Босфором.
В Еникапы также располагается станция на пригородной железнодорожной линии Стамбул—Халкалы.

## Археология
Во время археологических раскопок на строительной площадке туннеля Мармарай в Еникапы выяснилось, что история человеческого присутствия на месте современного Стамбула куда длиннее, чем считалось ранее, примерно на 8500 лет.
Были обнаружены человеческие скелеты возрастом около 8000 лет, а в ходе последующих интенсивных раскопок были найдены новые захоронения, свидетельствующие о наличии здесь поселений в каменном веке.
Помимо скелетов в ходе раскопок было обнаружено 34 затонувших корабля, датируемых периодом VII—XI веков. Остовы этих судов были отправлены на хранение в Стамбульский университет и Институт морской археологии в Бодруме.
Во время раскопок были также обнаружены фрагменты городских стен. На данный момент они считаются первыми городскими стенами Константинополя, возведёнными, когда город был известен как Византий.
Около 500 предметов, найденных во время раскопок, были выставлены в Стамбульском археологическом музее.
Чтобы придать соответствующий урбанистический и архитектурный облик для археологического объекта, в 2012 году был организован соответствующий международный конкурс. Победителем стал проект Питера Айзенмана и Aytac Architects, предусматривающий среди прочего создание археопарка и большого археологического музея.
В 2020 году археологи обнаружили останки и скелеты животных, в том числе кошек, относящиеся к византийскому периоду.